# الحمراء (لطائف)
الحمراء قرية سعودية، تتبع لمحافظة الطائف التابعة لإمارة منطقة مكة المكرمة.

## القرية
تبعد القرية عن محافظة الطائف حوالي 34 كيلو متر بإتجاه الجنوب، نوع الطريق أسفلت. أقرب مدينة أو قرية بها مركز وخدمات صحية هو عباسة الذي يبعد عن القرية 3 كم. خدمات التعليم: يوجد في القرية مدرسة المعدن الابتدائية (بنين). الخدمات العامة: كهرباء عامة وخدمة بلدية وخدمة بريد وبث تلفزيوني